# 합성 다이아몬드

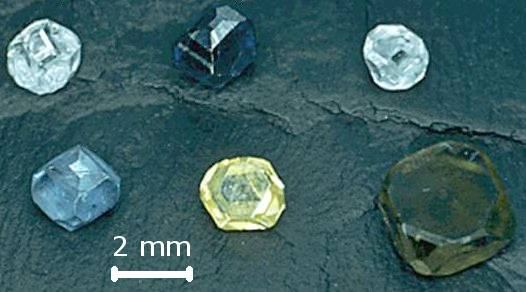

합성 다이아몬드(Synthetic diamond), 인공 다이아몬드 또는 배양 다이아몬드는 자연적으로 형성되고 지질학적 과정을 통해 생성되고 채굴을 통해 획득되는 다이아몬드와 달리 통제된 기술 공정을 통해 생산되는 다이아몬드이다. 다이아몬드 모조품(표면적으로 유사한 비다이아몬드 재료로 만든 다이아몬드 모조품)과 달리 합성 다이아몬드는 자연적으로 형성된 다이아몬드(등방성 3D 형태로 결정화된 순수 탄소)와 동일한 재료로 구성되며 동일한 화학적, 물리적 특성을 공유한다. 2023년 기준으로 지금까지 만들어진 가장 무거운 합성 다이아몬드의 무게는 30.18ct(6.0g)이고, 지금까지 발견된 가장 무거운 천연 다이아몬드의 무게는 3167ct(633.4g)이다.

최근에는 보석용으로 많이 쓰이는데 흔히 “랩그로운 다이아몬드” 라고 부른다.